# 4779 Whitley
4779 Whitley (1978 XQ) là một tiểu hành tinh vành đai chính được phát hiện ngày 6 tháng 12 năm 1978 bởi Bowell và Warnsch ở Đài thiên văn Palomar.
Tiểu hành tinh này được đặt tên theo Keith Whitley, một ca sĩ nhạc đồng quê người Mỹ.